# Modicogryllus
Modicogryllus is een geslacht van rechtvleugeligen uit de familie krekels (Gryllidae). De wetenschappelijke naam van dit geslacht is voor het eerst geldig gepubliceerd in 1961 door Chopard.

## Soorten
Het geslacht Modicogryllus omvat de volgende soorten:
- Modicogryllus pseudocyprius Gorochov, 1996
- Modicogryllus bordigalensis Latreille, 1804
- Modicogryllus chivensis Tarbinsky, 1930
- Modicogryllus theryi Chopard, 1943
- Modicogryllus abrictos Otte, 2007
- Modicogryllus algirius Saussure, 1877
- Modicogryllus alluaudi Chopard, 1932
- Modicogryllus amani Otte & Cade, 1984
- Modicogryllus angustulus Walker, 1871
- Modicogryllus arisanicus Shiraki, 1930
- Modicogryllus aterrimus Chopard, 1963
- Modicogryllus badius Gorochov, 1988
- Modicogryllus beibienkoi Chopard, 1938
- Modicogryllus brincki Chopard, 1955
- Modicogryllus buehleri Chopard, 1954
- Modicogryllus castaneus Chopard, 1928
- Modicogryllus chopardi Bhowmik, 1971
- Modicogryllus clarellus Saussure, 1877
- Modicogryllus concisus Walker, 1869
- Modicogryllus confirmatus Walker, 1859
- Modicogryllus conjunctus Stål, 1861
- Modicogryllus consobrinus Saussure, 1877
- Modicogryllus conspersus Schaum, 1853
- Modicogryllus cyprius Saussure, 1877
- Modicogryllus debilis Saussure, 1877
- Modicogryllus densinervis Chopard, 1934
- Modicogryllus dewhursti Otte & Cade, 1984
- Modicogryllus elgonensis Chopard, 1938
- Modicogryllus extraneus Saussure, 1877
- Modicogryllus facialis Walker, 1871
- Modicogryllus flavus Chopard, 1936
- Modicogryllus frontalis Fieber, 1844
- Modicogryllus garriens Otte & Cade, 1984
- Modicogryllus guanchicus Krauss, 1892
- Modicogryllus imbecillus Saussure, 1877
- Modicogryllus jagoi Otte & Cade, 1984
- Modicogryllus kenyensis Otte & Cade, 1984
- Modicogryllus kirschii Saussure, 1877
- Modicogryllus kivuensis Chopard, 1939
- Modicogryllus latefasciatus Chopard, 1933
- Modicogryllus laticeps Chopard, 1939
- Modicogryllus lefevrei Chopard, 1938
- Modicogryllus luteus Karny, 1907
- Modicogryllus maculatus Shiraki, 1930
- Modicogryllus maliensis Otte & Cade, 1984
- Modicogryllus massaicus Sjöstedt, 1910
- Modicogryllus meruensis Otte & Cade, 1984
- Modicogryllus minimus Chopard, 1928
- Modicogryllus minutus Chopard, 1954
- Modicogryllus miser Walker, 1869
- Modicogryllus mombasae Otte & Cade, 1984
- Modicogryllus mulanje Otte, 1987
- Modicogryllus nandi Otte & Cowper, 2007
- Modicogryllus ngamius Otte, Toms & Cade, 1988
- Modicogryllus nitidus Chopard, 1925
- Modicogryllus ornatus Shiraki, 1911
- Modicogryllus pafuri Otte, Toms & Cade, 1988
- Modicogryllus pallipalpis Tarbinsky, 1940
- Modicogryllus pallipes Chopard, 1925
- Modicogryllus parilis Otte & Cade, 1984
- Modicogryllus perplexus Otte & Cade, 1984
- Modicogryllus regulus King, 1826
- Modicogryllus rehni Chopard, 1961
- Modicogryllus rotundipennis Chopard, 1938
- Modicogryllus segnis Otte & Cade, 1984
- Modicogryllus semiobscurus Chopard, 1961
- Modicogryllus serengetensis Otte & Cade, 1984
- Modicogryllus siamensis Chopard, 1961
- Modicogryllus signifrons Walker, 1869
- Modicogryllus signipes Walker, 1871
- Modicogryllus smolus Gorochov, 1988
- Modicogryllus syriacus Bolívar, 1893
- Modicogryllus tikaderi Bhowmik, 1985
- Modicogryllus tripunctatus Werner, 1908
- Modicogryllus truncatus Tarbinsky, 1940
- Modicogryllus ullus Gorochov, 1988
- Modicogryllus uncinatus Chopard, 1938
- Modicogryllus vaginalis Saussure, 1877
- Modicogryllus vaturu Otte & Cowper, 2007
- Modicogryllus vicinus Chopard, 1938
- Modicogryllus vitreus Roy, 1971
- Modicogryllus vittatifrons Chopard, 1962
- Modicogryllus volivoli Otte & Cowper, 2007
- Modicogryllus walkeri Chopard, 1961
- Modicogryllus zinzilulans Otte & Cade, 1984
- Modicogryllus zolotarewskyi Chopard, 1954
- Modicogryllus bucharicus Bey-Bienko, 1933
- Modicogryllus ehsani Chopard, 1961